# 鲤鱼湾站
鲤鱼湾站位于中华人民共和国四川省成都市金牛区天回镇街道兴川路与金凤凰大道交叉口南侧地下，是成都地铁27号线的地铁车站，于2024年12月19日启用。
该站位于兴川路与金凤凰大道交叉口南侧，沿金凤凰大道南北向设置，命名源于老地名鲤鱼湾。本站在规划阶段曾用名“兴顺路站”。

## 车站结构
鲤鱼湾站为地下二层单柱双跨（局部为双柱三跨）11米宽岛式站台车站，全长208米，宽19.9米，总建筑面积14405平方米。车站采用明挖法施工。
| 地面      |                                   | 出入口                          |  |
| 地下 一层 | 站厅层                            | 安检、售票机、站内商店          |  |
| 地下 二层 |                                   | 27号线列车往石佛方向 （范家巷） |  |
| 地下 二层 | 岛式站台，左边车门将会开启        |                                 |  |
| 地下 二层 | 27号线列车往蜀鑫路方向 （赖家店） |                                 |  |

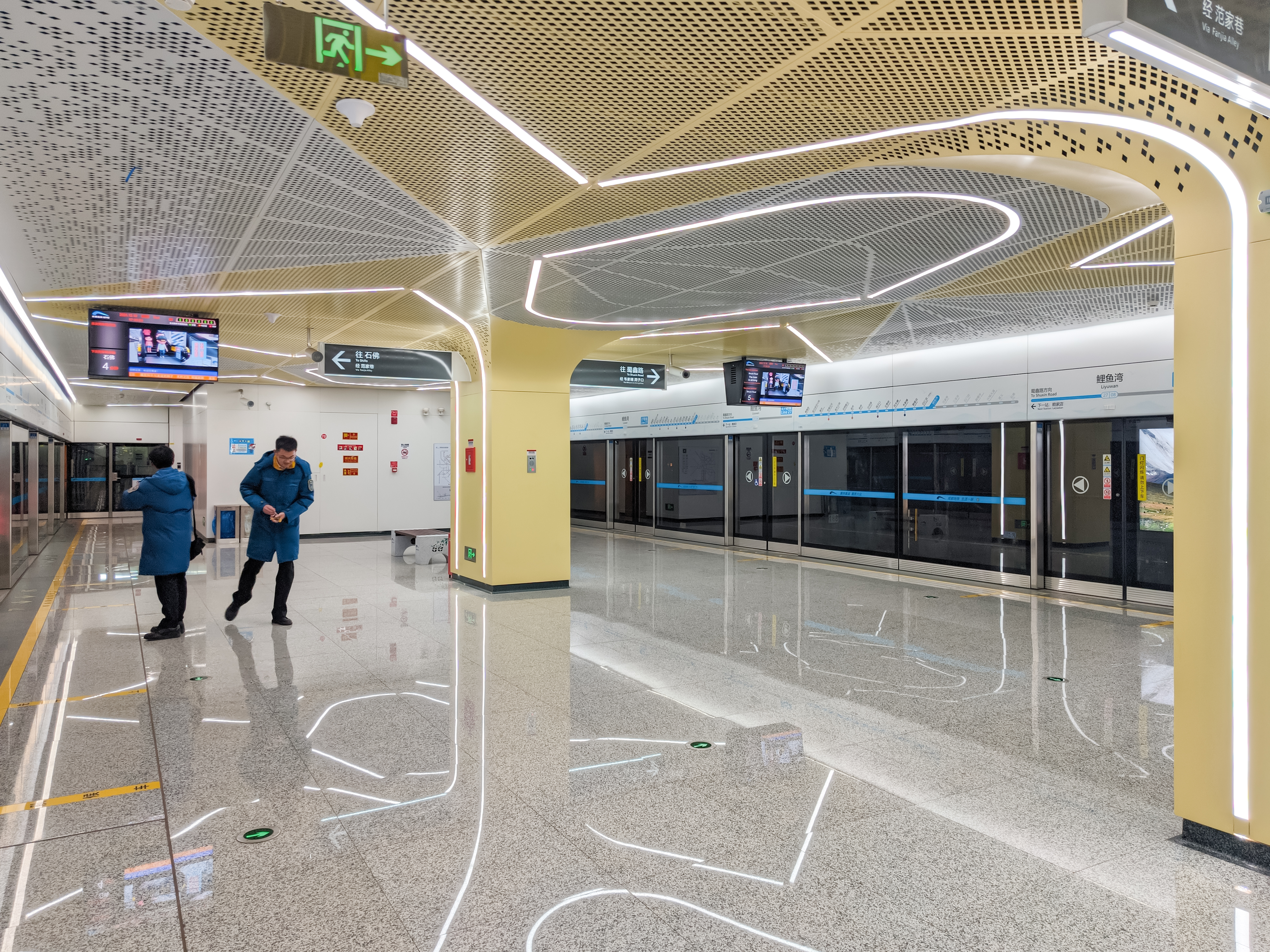
站台
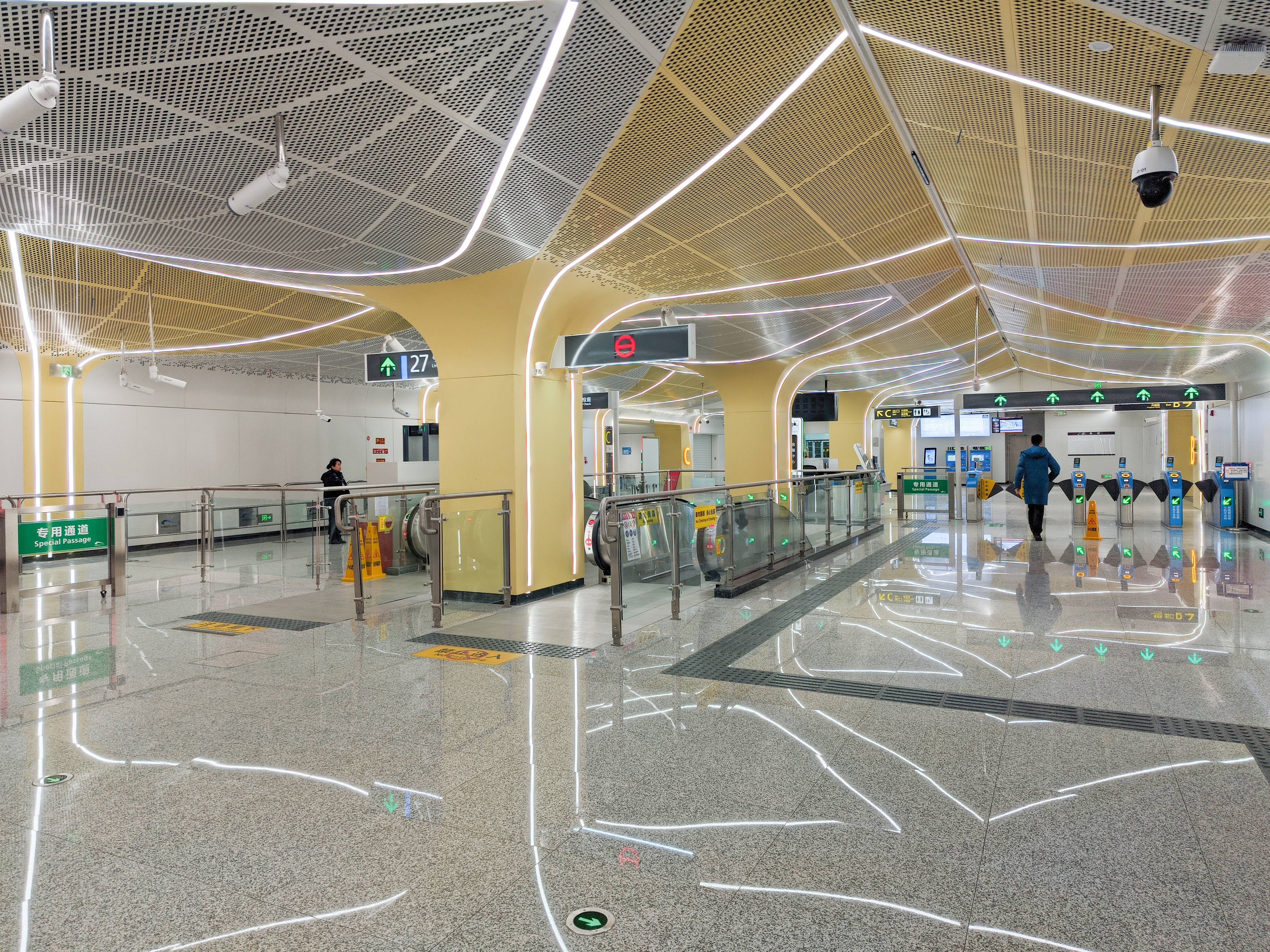
站厅

## 出入口
本站目前开放6个出入口。
|              |              |                                          |      |
| 出口编号     | 设施         | 出口指示                                 | 照片 |
|              | 无障碍电梯   | 凤凰山路、兴川路                         |      |
| 出口 · A · 2 |              | 凤凰山路、兴川路、金凤凰大道、金芙蓉大道 |      |
| 出口 · B     |              | 隆安路、兴顺西路、兴启路                 |      |
| 出口 · C     | 无障碍卫生间 | 兴顺路、隆安路、兴丰路                   |      |
| 出口 · D · 1 |              | 兴顺路、兴川路、隆安路                   |      |
| 出口 · D · 2 | 无障碍电梯   | 金凤凰大道、金芙蓉大道一段、兴川路       |      |

## 大事记
- 2021年12月30日，主体结构封顶。[4]
- 2024年12月19日，开通运营。